# Blémerey, Vosges
Blémerey là một xã, nằm ở tỉnh Vosges trong vùng Grand Est của Pháp. Xã này có diện tích 2,48 km², dân số năm 1999 là 26 người. Xã này nằm ở khu vực có độ cao trung bình 315 m trên mực nước biển.

## Hành chính
| Danh sách các xã trưởng                |              |                |      |         |
| Giai đoạn                              | Giai đoạn    | Tên            | Đảng | Tư cách |
|                                        | tháng 3 2001 | Edwige Henrion |      |         |
| Tất cả các dữ liệu trước đây không rõ. |              |                |      |         |

## Biến động dân số
| 1962                                         | 1968 | 1975 | 1982 | 1990 | 1999 |
| -------------------------------------------- | ---- | ---- | ---- | ---- | ---- |
| 41                                           | 46   | 44   | 39   | 31   | 26   |
| Số liệu từ năm 1962: Dân số không tính trùng |      |      |      |      |      |